# イタビラ
イタビラ (Itabira) は、ブラジル・ミナスジェライス州の都市である。

## 概要
最初の居留地は、金を探していた探検家によりItabira do Mato Dentro村が創設された、18世紀初頭のものである。イタビラは、1848年10月9日、州法374に基づいて、政治的に解放された。
現在の人口は11,33万人（2022年）で、州で24番目に大きな都市である。イタビラが位置する場所は、ミナスジェライス州およびブラジルにおいて、文化的、経済的に最も重要なエリアの1つであり、ブラジル人が構築してきた歴史において、重要な歴史的集積がある。
ベロオリゾンテから110km、サンパウロから697km、リオデジャネイロから545km、ブラジリアから845kmの距離に位置している。最も高い場所は、海抜1.672mである。
イタビラは、エリアの主要都市であり、1942年にジェトゥリオ・ドルネレス・ヴァルガス大統領によりリオドセが創設されて以来、鉄鉱石の採掘に起因する大気汚染に苦しめられている。今日では、世界で2番目に大きい鉱山会社であり、生産の大部分はイタビラ鉱山からのものである。
最も近い国際空港は、タンクレド・ネヴェス国際空港で、この空港はベロオリゾンテやミナスジェライス州の大部分をカバーしている。また、カラジャスと同じように海沿いにある港町まで鉄道が通っている。

## 出身者
- アナ・ベアトリス・バロス - モデル